# Marshallgambiet
Het Marshallgambiet in het schaken is de naam die aan een zevental verschillende gambieten gegeven is. Ze zijn alle vernoemd naar de Amerikaanse schaker Frank Marshall.

## Spaans
Het Marshallgambiet in de Spaanse opening is een van de veel gespeelde gambieten. Het is ingedeeld bij de open spelen.
De beginzetten van het gambiet luiden: 1.e4 e5 2.Pf3 Pc6 3.Lb5 a6 4.La4 Pf6 5.0-0 Le7 6.Te1 b5 7.Lb3 0-0 8.c3 d5 9.exd5 (diagram). Het idee van het gambiet is dat zwart na 9.exd5 Pxd5 10.Pxe5 Pxe5 11.Txe5 c6 12.d4 een sterke koningsaanval krijgt met 12...Ld6 13.Te1 Dh4.
Wit kan het Marshallgambiet voorkomen door 8. a4 te spelen, de zogenaamde Anti-Marshall-variant.
ECO-code C89.
Frank Marshall speelde dit gambiet in 1918 in het toernooi van New York tegen José Raúl Capablanca waardoor het grote bekendheid verwierf - hoewel hij de partij verloor. Het gambiet was echter al eerder gespeeld. De zwartspeler offert hierbij een pion en krijgt daardoor een sterke aanval. De variant wordt nog volop geanalyseerd.

## Scandinavisch
Frank Marshall analyseerde nog meer gambieten: het Marshallgambiet in het Scandinavisch is ingedeeld bij de halfopen spelen.
De beginzetten hiervan zijn 1.e4 d5 2.ed Pf6 (diagram). De snelle ontwikkeling van het zwarte paard gaat ten koste van een pion.
ECO-code B01.
Dit gambiet staat in het algemeen beter bekend als het Scandinavisch gambiet. Deze zet was bij Marshalls geboorte al bekend.

## Koningspionopening
Het Marshallgambiet in de koningspionopening is ingedeeld bij de halfopen spelen.
De beginzetten zijn 1.e4 Pc6 2.d4 d5 3.ed Dd5 4.Pc3
ECO-code B00.

## Middengambiet
Vervolgens vindt men het Marshallgambiet in het middengambiet; het is ingedeeld bij de open spelen.
De zetten zijn: 1.e4 e5 2.d4 ed 3.f4.
ECO-code C21.

## Tarrasch-opening
Vervolgens is er ook een Marshallgambiet in de Tarrasch-opening, ingedeeld bij de gesloten spelen.
De beginzetten hiervan zijn: 1.d4 d5 2.c4 e6 3.Pc3 c5 4.cd ed 5.e4 de.
ECO-code D32.

## Frans
Dan bestaat het Marshallgambiet ook in de Franse opening en ze is ingedeeld bij de halfopen spelen.
De beginzetten zijn: 1.e4 e6 2.d4 d5 3.Pc3 c5.
ECO-code C10.

## Damegambiet
Ten slotte het Marshallgambiet in het geweigerd damegambiet; het is ingedeeld bij de gesloten spelen.
De beginzetten zijn: 1.d4 d5 2.c4 e6 3.Pc3 c6 4.e4 (diagram).
ECO-code D31.